# Nulla poena sine lege
A nulla poena sine lege (Latin: "nincs büntetés törvény nélkül") kifejezés azt a jogelvet jelenti, hogy az elkövetőre csak olyan büntetés szabható ki, amelyet a bűncselekmény elkövetése előtt a törvény lehetővé tesz. Ezt a jogelvet gyakorlatilag minden alkotmányos állam büntetőjoga elfogadja és fenntartja. Szorosan kapcsolódik a "Nullum crimen, nulla poena sine praevia lege poenali" jogelvéhez, amely szerint csak az ítélhető el, aki olyat követ el, amelyet az elkövetésekor hatályos törvények büntetendőnek nyilvánítanak.